# Gare de Turin-Rebaudengo Fossata
La gare de Turin-Rebaudengo Fossata est une gare ferroviaire située sur le territoire de la ville italienne de Turin dans la région de Piémont. Elle est placée à proximité du Parco Sempione.

## Situation ferroviaire

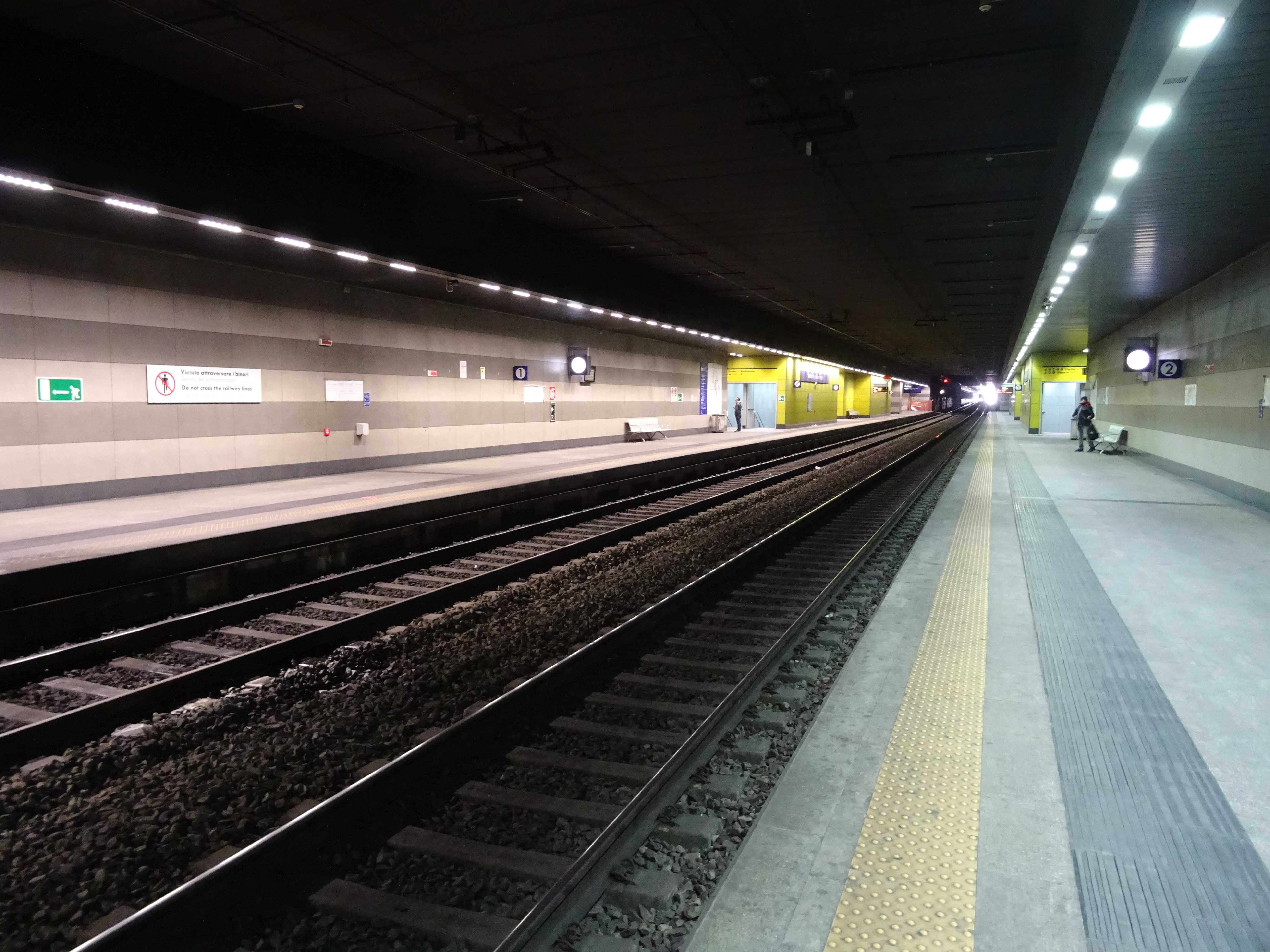
Vue d'ensemble des quais de la gare.

La gare de Turin-Rebaudengo Fossata est située au point kilométrique 9,359 de la ligne de Turin à Milan, dans le tunnel de la Passante ferroviaire de Turin, entre les gares de Turin-Porta-Susa (en direction de Turin-Porta-Nuova) et de Turin-Stura (en direction de Milan).
Elle est dotée de deux voies encadrées par deux quais latéraux.

## Histoire
La gare a été ouverte le 27 décembre 2009. Avec la mise en service de la passante ferroviaire de Turin, RFI a modifié le poste d'aiguillage le 2 décembre 2012.

## Service des voyageurs

### Accueil
Gare de Ferrovie dello Stato Italiane, elle est dotée d'un bâtiment voyageurs situé au niveau du sol. L'accès au quai se fait via un ensemble d'escaliers et d'escaliers mécaniques. Des distributeurs automatiques de billets sont disponibles en gare.

### Desserte
Depuis son ouverture, elle est desservie par de nombreuses lignes du service ferroviaire métropolitain de Turin. Elle est desservie en temps normal (hors dimanche, jours fériés ou heures de pointe où l'offre peut être renforcée) par un train par heure de chacune des lignes suivantes :
- sfm 1 : Rivarolo Canavese - Settimo Torinese - Turin-Stura - Turin-Rebaudengo Fossata - Turin-Porta-Susa - Turin-Lingotto - Moncalieri - Trofarello - Chieri.
- sfm 2 : Chivasso - Brandizzo - Settimo Torinese - Turin-Stura - Turin-Rebaudengo Fossata - Turin-Porta-Susa - Turin-Lingotto - Pignerol.
- sfm 4 : Turin-Stura - Turin-Rebaudengo Fossata - Turin-Porta-Susa - Turin-Lingotto - Moncalieri - Trofarello - Bra - Alba.
- sfm 6 : Turin-Stura - Turin-Rebaudengo Fossata - Turin-Porta-Susa - Turin-Lingotto - Moncalieri - Trofarello - Asti
- sfm 7 : Turin-Stura - Turin-Rebaudengo Fossata - Turin-Porta-Susa - Turin-Lingotto - Moncalieri - Trofarello - Cavallermaggiore - Fossano

### Intermodalité
La gare est en correspondance directe à l'arrêt Stazione Rebaudengo avec la ligne d'autobus 21 de GTT, reliant la gare de Turin-Rebaudengo Fossata à l'arrêt Caltanissetta. L'arrêt est situé sur la Via Fossata.